# Gunter Pleuger

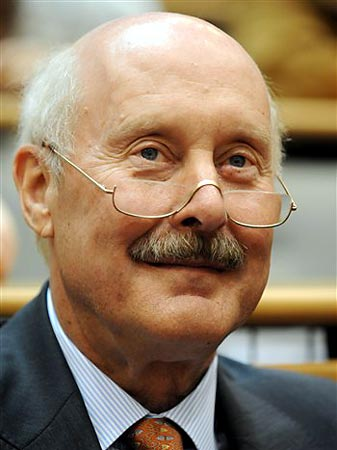
Gunter Pleuger

Gunter Pleuger (ur. 25 marca 1941 w Wismarze) – niemiecki dyplomata i polityk, były rektor Europejskiego Uniwersytetu Viadrina we Frankfurcie nad Odrą (2008–2014).
Studiował nauki polityczne i prawo w Bonn i w Kolonii. Od 1966 doktor nauk prawnych, od 1969 w służbie dyplomatycznej.
W latach 2002–2006 niemiecki przedstawiciel przy ONZ. W 2008 został rektorem Europejskiego Uniwersytetu Viadrina we Frankfurcie nad Odrą zastępując na tym stanowisku Gesine Schwan.
W 2019 r. otrzymał Medal 100-lecia Uniwersytetu Poznańskiego.